# Xu Mian
Mian Xu (許冕T, 许冕S, Xǚ MiǎnP; Yangzhou, 21 febbraio 1987) è un'ex tuffatrice cinese, è stata campionessa del mondo nei tuffi dalla piattaforma 10 metri ai campionati mondiali di nuoto di Fukuoka 2001.

## Palmarès
- Mondiali

Fukuoka 2001: oro nella piattaforma 10 m.